# Diabolicamente... Letizia
Pour plus de détails, voir Fiche technique et Distribution.
Diabolicamente... Letizia est un giallo érotique italien réalisé par Salvatore Bugnatelli et sorti en 1975.

## Synopsis
L'architecte Marcello et sa femme Micaela, ne pouvant avoir d'enfants, décident d'adopter Letizia, la nièce de sa femme, bien que la jeune fille soit déjà une adolescente mature et qu'elle possède, à l'insu de tous, des pouvoirs paranormaux. Elle finit par semer la zizanie dans le couple et n'hésite pas à recourir au meurtre : Letizia causera d'abord la mort des deux domestiques du couple, puis celle du mari de la tante adoptive, mais elle sera finalement tuée par l'ancien directeur du pensionnat d'où elle vient, qui connaissait les pouvoirs paranormaux de la jeune fille. Mais il ne s'en sortira pas non plus : il sera en effet mortellement blessé par une arme à feu cachée dans le coffre-fort qu'il avait l'intention de voler dans la maison du couple, à la suite de la énième tromperie de Letizia.

## Fiche technique
- Titre original : Diabolicamente... Letizia[1]
- Réalisation : Salvatore Bugnatelli
- Scénario : Salvatore Bugnatelli, Lorenzo Artale
- Photographie : Remo Grisanti
- Montage : Piera Bruni, Gianfranco Simoncelli
- Musique : Giuliano Sorgini
- Décors : Corrado Blengini, Ultimo Peruzzi
- Sociétés de production : B.R.C. Produzione Film
- Pays de production :  Italie
- Langue originale : italien
- Format : Couleurs par Eastmancolor
- Genre : Giallo érotique
- Durée : 95 minutes
- Date de sortie : 
  - Italie : 1975 (visa délivré le 11 juin 1975)

## Distribution
- Franca Gonella : Letizia
- Magda Konopka : Micaela Martinozzi
- Gabriele Tinti : l'architecte Marcello Martinozzi
- Xiro Papas : directeur du collège / l'occultiste
- Giorgio Bugnatelli : garde d'enfants
- Gianni Dei : Giovanni
- Cesare De Vito : commissaire
- Angelo Rizieri : Professeur Alberto Minoldi
- Ada Pometti : Eva Minoldi
- Mirella Daroda :
- Karin Fiedler : Luisella